# Chelopistes meleagridis
Chelopistes meleagridis är en insektsart som först beskrevs av Carl von Linné 1758. Enligt Catalogue of Life ingår Chelopistes meleagridis i släktet djävulslöss och familjen fjäderlöss, men enligt Dyntaxa är tillhörigheten istället släktet djävulslöss och familjen Goniodidae. Arten är reproducerande i Sverige. Inga underarter finns listade i Catalogue of Life.